# Cnemidophorus arenivagus
Cnemidophorus arenivagus là một loài thằn lằn trong họ Teiidae. Loài này được Markezich, Cole & Dessauer miêu tả khoa học đầu tiên năm 1997.